# Вгору по річці
«Вгору по річці» (англ. Up the River) — кінофільм режисера Джона Форда, що вийшов на екрани в 1930 році. Спенсер Трейсі і Гамфрі Богарт зіграли свої перші ролі в повнометражній кінострічці.

## Сюжет
Затятий шахрай Сент-Луї знову потрапляє до в'язниці, де має загальну популярність і повагу. Тут він зустрічає свого старого товариша Дена і знайомиться з новим обличчям — Стівом, працівником тюремної контори. Стів закохується в дівчину Джуді, яка відбуває термін у сусідньому жіночому корпусі. Незабаром Стів виходить на свободу, але обіцяє дочекатися Джуді і потім одружитися з нею. Його рідні не знають, що він був у в'язниці, проте незабаром оголошується такий собі Фросбі і починає шантажувати молоду людину. Сент-Луї і Ден вирішують ненадовго покинути ув'язнення, щоб допомогти другу…

## У ролях
- Спенсер Трейсі — Сент-Луї
- Клер Люс — Джуді Філдс
- Гамфрі Богарт — Стів Джордан
- Воррен Гаймер — Даннемора Ден
- Вільям Колльєр-старший — «Дід», тренер
- Джоан Марі Лоуз — Джін
- Морган Воллас — Фросбі